# Гай Требоний
Гай Требо́ний (лат. Gaius Trebonius; умер в середине января 43 года до н. э., Смирна, провинция Азия, Римская республика) — римский военачальник и политический деятель, консул-суффект 45 года до н. э. Начал политическую карьеру предположительно в 60 году до н. э. С этого времени был близким другом Марка Туллия Цицерона, но в то же время поддерживал Первый триумвират. В 55 году до н. э., во время трибуната, добился принятия закона, закрепившего за Марком Лицинием Крассом и Гнеем Помпеем Великим Сирию и Испанию соответственно. В 54—51 годах до н. э. в качестве легата под началом Гая Юлия Цезаря участвовал в завоевании Галлии.
В гражданской войне Требоний поддержал Цезаря. В 49 году до н. э. он командовал при осаде Массилии и добился сдачи города. В 47—46 годах до н. э. Требоний управлял Дальней Испанией; оттуда он был вытеснен Гнеем Помпеем Младшим, но тем не менее получил от Цезаря консулат (конец 45 года до н. э.). В начале 44 года стал одним из видных участников заговора против диктатора. Непосредственно в убийстве Цезаря не участвовал, отвлекая в это время разговорами своего друга Марка Антония. Позже Требоний стал наместником Азии, где начал подготовку к очередной гражданской войне. Но цезарианец Публий Корнелий Долабелла внезапным нападением занял столицу провинции Смирну и приказал убить Требония.

## Происхождение
Гай Требоний принадлежал к старинному плебейскому роду, представитель которого был народным трибуном в V веке до н. э. Требонии дважды упоминаются в Капитолийских фастах как военные трибуны с консульской властью, но исследователи ставят под вопрос реальное существование этих магистратов. В I веке до н. э. Требонии были всадниками. Их номен упоминается в двух древних эпитафиях на Аппиевой дороге, а также в двух надписях в городе Клузий в Этрурии. Предположительно его изначальная форма — Теребоний или Теребуний.
Отец Гая Требония носил тот же преномен. Марк Туллий Цицерон в одном из своих писем называет Гая-старшего «доблестнейшим гражданином». О матери Гая известно только, что она была ещё жива в 44 году до н. э.

## Биография

### Начало карьеры
Единственным первоисточником, рассказывающим о начале политической карьеры Гая Требония, является письмо, написанное Цицероном самому Гаю в 46 году до н. э.. «Ты разделил со мной вражду, — пишет Марк Туллий, — ты защитил меня речами на народных сходках, когда ты как квестор в моём и государственном деле принял сторону консулов, когда ты как квестор не подчинился народному трибуну, особенно когда ему подчинялся твой коллега». Исследователи предполагают, что речь идёт о событиях 60 года до н. э. Тогда патриций Публий Клодий Пульхр пытался перейти в плебс, чтобы занять должность народного трибуна; он ненавидел Цицерона, и было ясно, что трибунскую власть он употребит против своего врага. Один из трибунов текущего года, Гай Геренний, внёс предложение о переходе Клодия в плебеи, а один из консулов и другие трибуны выступили против. Видимо, их поддержал и Гай Требоний. Его коллегой, которого упоминает Цицерон, мог быть Квинт Цецилий Метелл Кретик.
Следующее упоминание о Требонии относится к 55 году до н. э. Тогда он занимал должность народного трибуна и в этом качестве был простым исполнителем в руках членов Первого триумвирата — Гая Юлия Цезаря, Гнея Помпея Великого и Марка Лициния Красса. Он добился принятия закона, согласно которому Помпей получил на 5 лет все три испанские провинции (Ближнюю Испанию, Дальнюю Испанию и Лузитанию), а Красс — Сирию и право начать войну с парфянами. Консервативная часть сената во главе с Марком Порцием Катоном пыталась этому помешать, но потерпела поражение. Принятый в ответ закон Лициния-Помпея продлил полномочия Цезаря в Галлии, и всё это определило политическую ситуацию в Римской державе на последующие годы.
По истечении трибунских полномочий Требоний отправился в Галлию: по предложению Цезаря он стал легатом в его армии.

### Галльская война

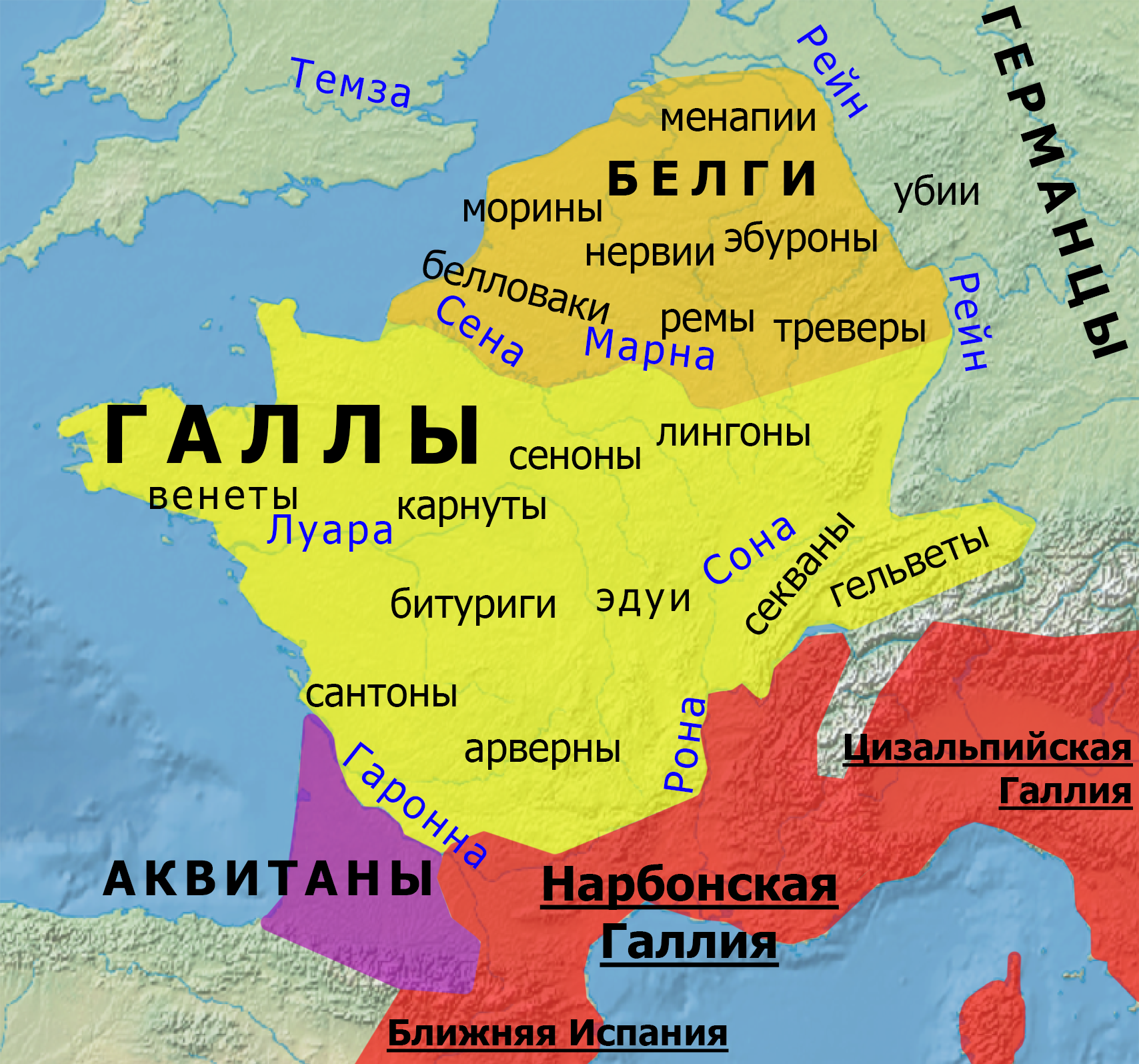
Крупнейшие племена Галлии к началу войны

В 54 году до н. э. Требоний принял участие во втором британском походе Цезаря. Известно, что именно он командовал тремя легионами и всей конницей, которых проконсул отправил на фуражировку и которые были атакованы всеми силами Кассивелауна; римляне одержали в этом сражении победу. По возвращении в Галлию он командовал одним из трёх легионов, расположенных на зимовку в Белгике (двумя другими командовали Марк Лициний Красс и Луций Мунаций Планк). Той же зимой, когда восстали эбуроны, Требоний во главе трёх легионов действовал самостоятельно «в области, прилегающей к стране адуатуков» . В начале 52 года до н. э. Цезарь оставил его у города сенонов Веллаунодуна, принимать капитуляцию, в то время как сам двинулся к Ценабуму. Позже Требоний участвовал в боях под Алезией: вместе с Марком Антонием он командовал на самых ответственных участках.
В 51 году до н. э. Требоний с двумя легионами расположился на зимовку в Ценабуме. Однако позже по приказу Цезаря он присоединил к своим войскам 13-й легион, расквартированный в землях битуригов, и с этими силами двинулся к проконсулу, воевавшему против белловаков. Известие о его приближении заставило врага отступить из укреплённого лагеря. Следующие две зимы, 51/50 и 50/49 годов до н. э., он провёл в Белгике: первую зиму вместе с Марком Антонием и Публием Ватинием, вторую — как единственный военачальник в этом регионе. В целом он зарекомендовал себя в ходе Галльской войны как способный офицер.

### Гражданская война
На начало гражданской войны между Цезарем и Помпеем (январь 49 года до н. э.) Требоний оставался в Белгике. Он поддержал своего командира, как подавляющее большинство легатов галльской армии (за исключением Тита Лабиена). В середине февраля в Риме распространился слух, что Требоний сразился в Пиренеях с помпеянцем Луцием Афранием и потерпел поражение; но эта информация не подтвердилась. Весной 49 года до н. э. Требоний уже был в составе основной армии Цезаря, двинувшейся из Италии в Испанию. В начале мая Гай Юлий оставил его с тремя легионами осаждать Массилию, оборону которой возглавил Луций Домиций Агенобарб.
Подчинённый Требонию легат Децим Юний Брут Альбин построил флот и разбил осаждённых на море (приблизительно в июне 49 года до н. э.). Позже в Массилию прорвалась отправленная Помпеем эскадра под командованием Луция Насидия, и состоялось ещё одно сражение, но и в нём победили цезарианцы. Требоний построил плотину, чтобы полностью окружить город; огромная подвижная башня была пододвинута его солдатами к крепостной стене, а потом под её прикрытием цезарианцы сделали подкоп. Когда стена начала обрушиваться, массилийцы предложили сдачу, но только после возвращения Цезаря из Испании. Требоний согласился, а в ту же ночь защитники города сделали вылазку и сожгли башню. Тем не менее Массилия не могла долго держаться. Требоний быстро восстанавливал постройки; в городе начались голод и болезни, к тому же пришли известия, что Цезарь одержал в Испании полную победу. Поэтому переговоры о сдаче возобновились, и в конце лета Массилия открыла ворота. Луций Домиций незадолго до этого смог бежать.
Требоний вернулся вместе с Цезарем в Рим и за свои заслуги был удостоен претуры на 48 год до н. э. Он занял наиболее почётный пост городского претора. Гай Юлий вскоре после выборов отправился на Балканы продолжать войну с Помпеем, а в Риме развернулась острая политическая борьба. Ещё один претор, Марк Целий Руф, выступил против последних распоряжений Цезаря. Античные авторы утверждают, что виной всему была зависть к Требонию: Руф рассчитывал, что городским претором сделают именно его, и жестоко обманулся.
Марк Целий поставил своё преторское кресло рядом с креслом Требония на форуме и начал приём апелляций на решения третейских судей об уплате долгов и оценке имущества. Позже он выдвинул два популистских законопроекта — об отмене квартирной платы на год и о кассации долгов. Требоний заявил было протест, но сторонники Руфа напали на него «и после кровопролитной схватки прогнали с трибунала». Тем не менее вскоре Марку Целию пришлось бежать из города; он попытался поднять мятеж и был убит.
Осенью того же года, после битвы при Фарсале, Цицерон, оставивший помпеянскую партию, переправился с Балкан в Брундизий. Его дружба с Требонием, начавшаяся не позже 60 года до н. э., сохранялась всё это время; например, в сентябре 54 года до н. э. Марк Туллий написал своему брату Квинту: «Очень рад, что мой Требоний и ты любите друг друга» . Когда война началась, Требоний тревожился за своего друга, оказавшегося на стороне противника. Теперь Цицерон уже не поддерживал помпеянцев, но и цезарианцы ему не доверяли. Около года он провёл в Брундизии, и Требоний всё это время проявлял заботу о нём. По истечении преторского года Гай хотел навестить друга, но ему помешало новое назначение — проконсулом в Дальнюю Испанию.
На Пиренеях Требоний оказался не позже февраля 47 года до н. э. Он стал наместником вместо Квинта Кассия Лонгина, чей произвол вызвал мятеж в провинциальных войсках и имел следствием усиление у солдат и местных жителей симпатий к помпеянцам. Согласно сохранившемуся фрагменту из книги 112 «Истории Рима от основания города» Тита Ливия, Лонгин не хотел сдавать провинцию и уступил без боя только потому, что царь Мавретании Богуд отказал ему в поддержке. Больше года Требоний сохранял ситуацию стабильной, пока помпеянцы собирали силы в соседней Африке. Но после разгрома последних при Тапсе один из их руководителей, Гней Помпей Младший, высадился в Бетике. Два легиона Требония перешли на сторону Гнея, и наместник потерял контроль над провинцией.
Вернувшись в Италию, Требоний тут же опять отправился в Испанию — на этот раз вместе с Цезарем. Известно, что во время этого похода он виделся с Марком Юнием Брутом, который тогда управлял Цизальпийской Галлией. Победив помпеянцев при Мунде, Цезарь в начале октября 45 года до н. э. вернулся в Рим и назначил Требония и ещё одного своего легата, Квинта Фабия Максима, консулами-суффектами на последнюю четверть 45 года до н. э. ; последние 6 дней года коллегой Требония был Гай Каниний Ребил. По истечении консульского года Требоний должен был стать наместником Азии. В глазах существенной части римского общества, настроенной враждебно по отношению к Цезарю, эти назначения выглядели неконституционными и не делали Требонию чести.

### Заговор и убийство Цезаря
В марте 44 года до н. э. Гай Требоний оказался в числе тех политиков и военных, которые задумали и осуществили убийство диктатора. Согласно Плутарху, Требоний хотел убить Цезаря ещё во время его возвращения из Испании и даже рассказал о своём плане Марку Антонию; тот его не поддержал, но и не выдал. Некоторые исследователи сомневаются в правдивости этого сообщения.
Заговор сформировался предположительно к началу 44 года до н. э. Первыми его участниками были Марк Юний Брут и Гай Кассий Лонгин, которые привлекли к осуществлению своего замысла ещё несколько десятков человек. В их числе, кроме Требония, были такие видные цезарианцы, как Децим Юний Брут Альбин, Сервий Сульпиций Гальба, Луций Минуций Базил; Требоний был единственным консуляром и в силу своего ранга был одним из руководителей заговора. Предположительно врагом диктатора его сделали как стремление играть самостоятельную политическую роль, так и разочарование в деятельности Цезаря. Цицерон во второй филиппике говорит, что Гай «поставил свободу римского народа выше, чем дружбу одного человека, и предпочёл свергнуть власть, а не разделять её с Цезарем».
На подготовительном этапе Требоний был единственным, кто выступил против предложения привлечь к заговору Марка Антония; его мнение победило. Непосредственно в убийстве Цезаря 15 марта 44 года до н. э. он не участвовал. Ему поручили долгим разговором задержать Антония у входа в курию, чтобы заговорщики смогли ограничиться убийством только одного человека. При этом Плутарх в одном из своих жизнеописаний утверждает, что поручение это было дано нескольким людям, чьи имена не называются, а в другом — что Антония задержал Децим Юний Брут (но это явная ошибка).

### Наместничество в Азии и гибель
Убив Цезаря, заговорщики заняли Капитолий. Но они не получили в Риме той поддержки, на которую рассчитывали: горожане встали на сторону цезарианской «партии», к тому же в город прибыло множество ветеранов, сражавшихся в гражданской войне под началом Гая Юлия. Был достигнут временный компромисс. Убийц диктатора амнистировали, а все его распоряжения признали сохраняющими законную силу. Большинство участников заговора постаралось быстрее покинуть столицу; в частности, Требоний в апреле направился в свою провинцию Азия. Известно, что выехать ему пришлось «окольными путями». По дороге он заехал в Афины, где встретился с сыном Цицерона; в письме к Марку Туллию-старшему Требоний высказал надежду, что сможет «наконец насладиться спокойствием и свободой», чего ему «до сего времени менее всего выпало на долю».
В Азии Требоний начал укреплять города, заготавливать хлеб и оружие накануне неминуемой гражданской войны. Соседней Вифинией управлял его товарищ по заговору Луций Тиллий Цимбер, а в Сирии в конце года утвердился ещё один республиканец — Гай Кассий Лонгин. Но сенат назначил наместником Сирии консула-суффекта 44 года до н. э. Публия Корнелия Долабеллу, бывшего зятя Цицерона, молодого человека с неоднозначной политической позицией. Долабелла был выдвиженцем Цезаря, 15 марта внезапно для всех поддержал его убийц, позже заключил союз с Марком Антонием. Путь Долабеллы лежал через Азию, где он появился в ноябре или декабре 44 года до н. э. Требоний отказался впустить Публия в Пергам и в Смирну, но провиантом его всё-таки снабжал. Долабелла в свою очередь нуждался в деньгах и рассчитывал получить их с богатых азиатских городов; разгневанный тем, как его приняли, он попытался взять штурмом несколько крепостей, но потерпел неудачу. Наконец, внезапным ночным нападением он смог без боя занять Смирну с помощью штурмовых лестниц.
О судьбе Требония, которого солдаты Долабеллы нашли лежащим в постели, источники рассказывают по-разному. Цицерон в своей речи перед сенатом говорит, что его друга высекли розгами, потом обезглавили, а голову насадили на копьё; согласно Диону Кассию и Аппиану, наместника Азии убили сразу, без лишних мучений. Аппиан пишет, что Требоний потребовал вести его к Долабелле, но это не возымело действия: «…Один из центурионов высмеял его и сказал: „Ты сам можешь идти, оставь только голову здесь; нам приказано не тебя вести к Долабелле, а только твою голову“». Наутро голову Требония выставили на трибунале претора, где он когда-то вершил суд. Солдаты и рабы издевались над трупом, «а голову его в шутку перебрасывали, как мяч, по вымощенному камнем городу и уничтожили её».
Гибель Требония исследователи датируют приблизительно серединой января 43 года до н. э. Приблизительно 2 февраля, ещё не зная о случившемся, Цицерон направил другу очередное письмо, в котором рассказывал о сложившейся в Риме ситуации и выражал сожаление, что адресат не пригласил его «на тот роскошнейший пир в мартовские иды», то есть на убийство Цезаря. Известия о событиях в Смирне пришли в Рим примерно в середине февраля. Цицерон по этому случаю произнёс в сенате эмоциональную речь, и сенаторы объявили Долабеллу «врагом отечества». Тот вскоре был убит людьми Гая Кассия.

## Семья
На основании одного из последних писем Требония к Цицерону, датированного 25 мая 44 года до н. э., исследователи делают вывод, что своей семьи этот нобиль так и не завёл: единственной его родственницей к моменту смерти была мать.

## Оценки личности и деятельности
Тот факт, что Требоний был приближённым Цезаря и примкнул к заговору против него, античные авторы оценивают по-разному — в зависимости от своих политических взглядов. Цицерон ставит это в заслугу Требонию; он вообще даёт личности Гая высокие оценки, противопоставляя его Долабелле. Летом 44 года до н. э. Марк Туллий планировал написать трактат в форме диалога между убийцами Цезаря. Предполагалось, что Требоний, Брут и другие будут обличать тирана и оправдывать свои действия. Но этот замысел не был осуществлён.
Большинство источников обвиняет Требония, как и Децима Юния Брута, в чёрной неблагодарности и предательстве. Так, Гай Веллей Патеркул, живший во времена принципата, пишет, что Требоний возвысился только благодаря Цезарю и «отплатил за благодеяния высшей степенью неблагодарности». Аппиан называет убийство Цезаря «злодеянием», совершённым «в священном месте над особой священной и неприкосновенной». Он особо отмечает, что Требоний стал первым из убийц диктатора, понёсшим справедливое наказание.
Российский антиковед Алексей Егоров называет Требония «очень своеобразной фигурой среди легатов Цезаря»: долгое время воюя под началом Гая Юлия и имея репутацию «самого надёжного» подчинённого, он первым ушёл в тайную оппозицию. Ранним признаком его нелояльности по отношению к диктатору Егоров считает сближение Требония с Цицероном в 47 году до н. э. Французский исследователь Робер Этьен пишет, что заговор против Цезаря объединил «стареющих военачальников» и «молодых волчат»; Требония он относит к первой группе. По мнению немецкого учёного В. Левина, Требоний наряду с Децимом Юнием Брутом и Гаем Кассием Лонгином принадлежал к ядру заговора, к которому только позже примкнул Марк Юний Брут.
Осаду Требонием Массилии немецкий исследователь Фридрих Мюнцер считает «одним из самых примечательных событий в военной истории античности»: это было последнее столкновение греческой и римской военных систем.

## В культуре
Убийство Цезаря изображено в целом ряде произведений искусства — литературных произведений, картин, фильмов. Среди таковых выделяется трагедия Уильяма Шекспира «Юлий Цезарь» (1599 год). Требоний является одним из персонажей этой пьесы, а также трагедии Вольтера «Смерть Юлия Цезаря» (1733 год) и ряда других драматургических обработок этого сюжета. Он действует во многих фильмах на эту тему. В экранизации Шекспира 1953 года Требония играет Джек Рэйн, в фильме 1970 года — Престон Локвуд, в телевизионной ленте 1979 года — Уильям Симонс, в фильме 2010 года — Пол Турин.